# Filippus Simonsson
Filippus Simonsson, död hösten 1217, var en norsk baglerkung, son till Simon Kåresson och Margareta, som var halvsyster till Inge Krokrygg och helsyster till biskop Nikolaus Arnesson. Filippus blev vald till baglernas jarl 1204 och till kung 1207. Han erkände kung Inge Bårdssons överhöghet, men styrde sin landsdel (Viken) med kungs namn till sin död. Han utfärdade det äldsta brev som är bevarat i original på norrönt mål. Brevet är bland annat viktig som ett stadium i lagmansurkundens utveckling mot domskaraktär. Brevet är tryckt i Diplomatarium Norvegicum I nr. 3.